# Luncavița (Caraș-Severin)
Luncavița é uma comuna romena localizada no distrito de Caraș-Severin, na região de Banato. A comuna possui uma área de 59.25 km² e sua população era de 2810 habitantes segundo o censo de 2007.